# Лядцы (Гомельский район)
Лядцы (бел. Ля́дцы) — посёлок в Терюхском сельсовете Гомельского района Гомельской области Республики Беларусь.

## География

### Расположение
В 2 км от железнодорожной станции Кравцовка (на линии Гомель — Чернигов), 36 км на юг от Гомеля. Рядом государственная граница с Украиной.

### Гидрография
Река Немыльня (приток реки Сож).

## Транспортная сеть
Транспортные связи по просёлочной, затем автомобильной дороге Тереховка — Гомель. Планировка состоит из короткой прямолинейной улицы, ориентированной с юго-востока на северо-запад и застроенной деревянными домами усадебного типа.

## История
Основан в начале 1920-х годов переселенцами из соседних деревень на бывших помещичьих землях. В 1931 году жители вступили в колхоз. Во время Великой Отечественной войны в сентябре 1943 года немецкие оккупанты сожгли 31 двор. 4 жителя погибли на фронте. В 1959 году в составе совхоза «Социализм» (центр — деревня Терюха).

## Население

### Численность
- 2004 год — 8 хозяйств, 11 жителей

### Динамика
- 1940 год — 36 дворов, 98 жителей
- 1959 год — 131 житель (согласно переписи)
- 2004 год — 8 хозяйств, 11 жителей